# Nipponobius annectus
Nipponobius annectus är en mångfotingart som beskrevs av Chamberlin 1941. Nipponobius annectus ingår i släktet Nipponobius och familjen stenkrypare. Inga underarter finns listade i Catalogue of Life.